# 文化街道 (齐齐哈尔市)
文化街道是中国黑龙江省齐齐哈尔市建华区下辖的一个街道。